# Macizo de Pacuni
Macizo de Pacuni – stratowulkan w boliwijskich Andach.